# Opuntia vitelliniflora
Opuntia vitelliniflora ist eine Pflanzenart in der Gattung der Opuntien (Opuntia) aus der Familie der Kakteengewächse (Cactaceae). Das Artepitheton vitelliniflora leitet sich von den lateinischen Worten vitellinus für ‚dottergelb‘ sowie -florus für ‚-blütig‘ ab.

## Beschreibung
Opuntia vitelliniflora wächst niedrig strauchig mit mehreren kriechenden Zweigen. Die hellgrünen, verlängerten Triebabschnitte besitzen bei jeder Areole einen dunkelgrünen Fleck. Sie sind 12 bis 40 Zentimeter lang, 3 bis 7 Zentimeter breit und bis zu 1 Zentimeter dick. Die grauen Areolen sind leicht erhaben. Ihre kurzen Glochiden sind braun. Die ein bis zwei, selten auch drei, abstehenden, braunen Dornen werden im Alter weißlich und sind 0,5 bis 2 Zentimeter lang.
Die gelblich weißen Blüten erreichen eine Länge von bis zu 6 Zentimeter und einen Durchmesser von 5 Zentimeter. Die annähernd birnenförmigen Früchte sind leuchtend rot.

## Verbreitung und Systematik
Opuntia vitelliniflora ist im Tiefland von Bolivien in den Departamentos Santa Cruz und Tarija verbreitet.
Die Erstbeschreibung als Platyopuntia vitelliniflora erfolgte 1980 durch Friedrich Ritter. Pierre Josef Braun und Eddie Esteves Pereira stellten die Art 1995 in die Gattung Opuntia.

## Nachweise